# Classe Kedah
La Classe Kedah est une série de patrouilleurs océaniques (classifiés comme corvettes dans les flottes de combat) développée pour la Marine royale malaisienne par le chantier naval Blohm & Voss à Hambourg de la firme allemande ThyssenKrupp Marine Systems conceptrice des navires de guerre de type MEKO. Elle tire son nom de l'état de Kedah.

## Conception
La classe Kedah est basée sur le type MEKO 100 développé pour plusieurs marines. C'est une conception de nouveaux patrouilleurs extracôtiers ou de corvettes qui peut être facilement adaptée à la demande du commanditaire. Un total de 27 navires avait été prévu initialement. Six ont été commandés par la Malaisie.
Elle a une faible signature radar et une vitesse de croisière économique. L'automatisation de l'essentiel des tâches de sécurité à bord réduit de fait l'effectif de l'équipage. Des emplacements sont réservés pour les équiper en véritables corvettes lance-missiles : un lanceur RAM à 21 cellules, deux lance-missiles Exocet et deux lance-torpilles doubles Aliana 244.

## Histoire
Dans les années 1990 la Marine royale malaisienne est dans la nécessité de remplacer ses vieux patrouilleurs construits par Vosper Thornycroft de Southampton et armés de canons Bofors de 40 mm  propulsés par moteurs diesels Maybach. Après un appel d'offres pour la conception d'un nouveau modèle de navire c'est le groupe naval allemand qui obtient la préférence face à l'australien Transfield Services Limited  et aux britanniques VT Group et Yarrow Shipbuilders.
Les deux premiers navires sont fabriqués en Allemagne et le reste au chantier naval Penang Shipbuilding and Construction - Naval Dockyard Sdn Bhdde de Perak.

## Les bâtiments
| Pennant number | Nom      | Lancement        | Service effectif | Chantier naval                          | Fin de carrière        |
| -------------- | -------- | ---------------- | ---------------- | --------------------------------------- | ---------------------- |
| F171           | Kedah    | 21 mars 2003     | 5 juin 2006      | Blohm & Voss Hambourg                   | Malaisie - en activité |
| F172           | Pahang   | 28 mars 1981     | 28 mars 1983     | Howaldtswerke-Deutsche Werft Kiel       | Malaisie - en activité |
| F173           | Perak    | 12 novembre 2007 | 3 juin 2009      | Boustead Naval Shipyard Sdn. Bhd. Perak | Malaisie - en activité |
| F175           | Kelantan | 24 novembre 2008 | 8 mai 2010       | Boustead Naval Shipyard Sdn. Bhd. Perak | Malaisie - en activité |
| F176           | Selangor | 23 juillet 2009  | 28 décembre 2010 | Boustead Naval Shipyard Sdn. Bhd. Perak | Malaisie - en activité |